# Bảo vệ môi trường

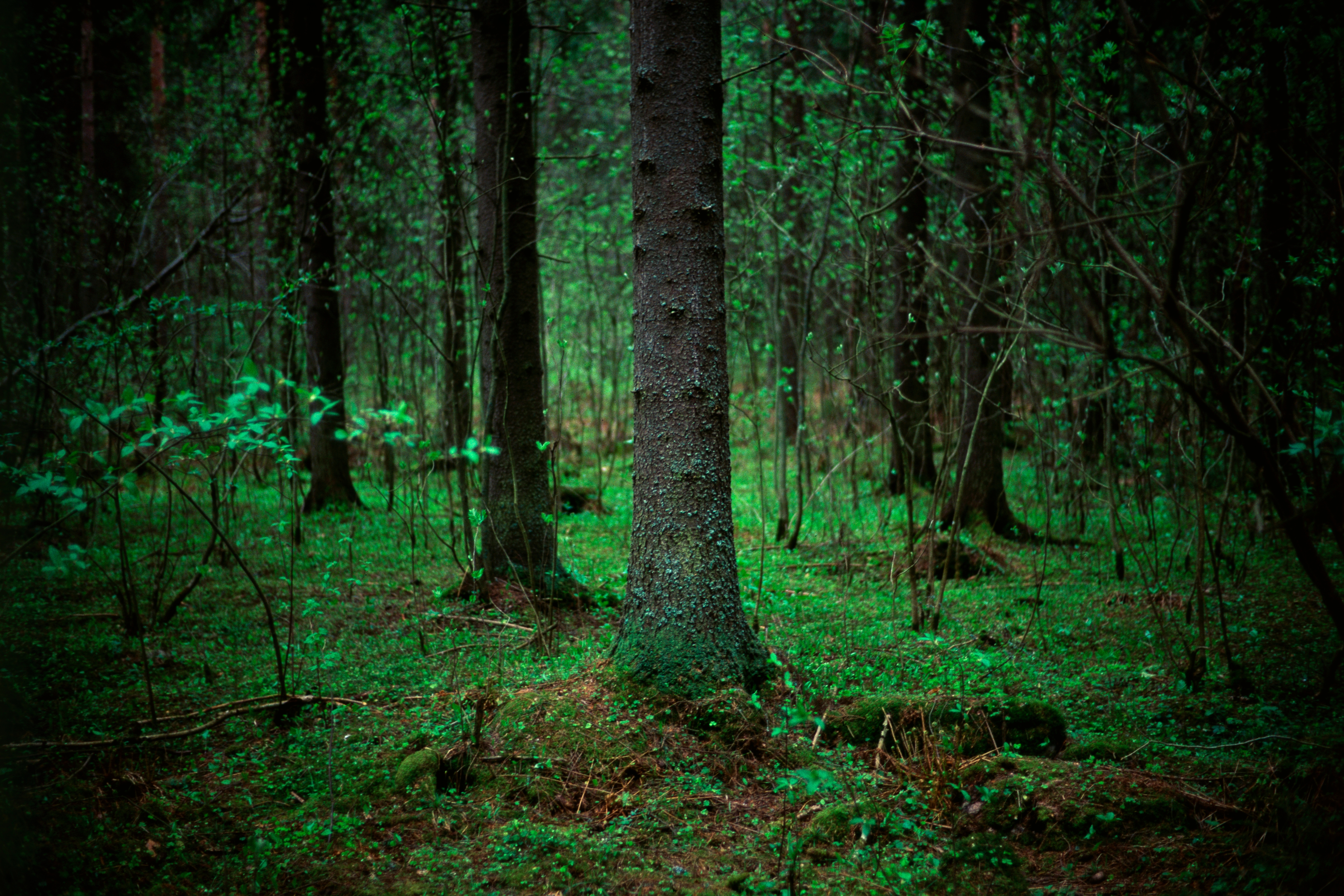
Một khu rừng

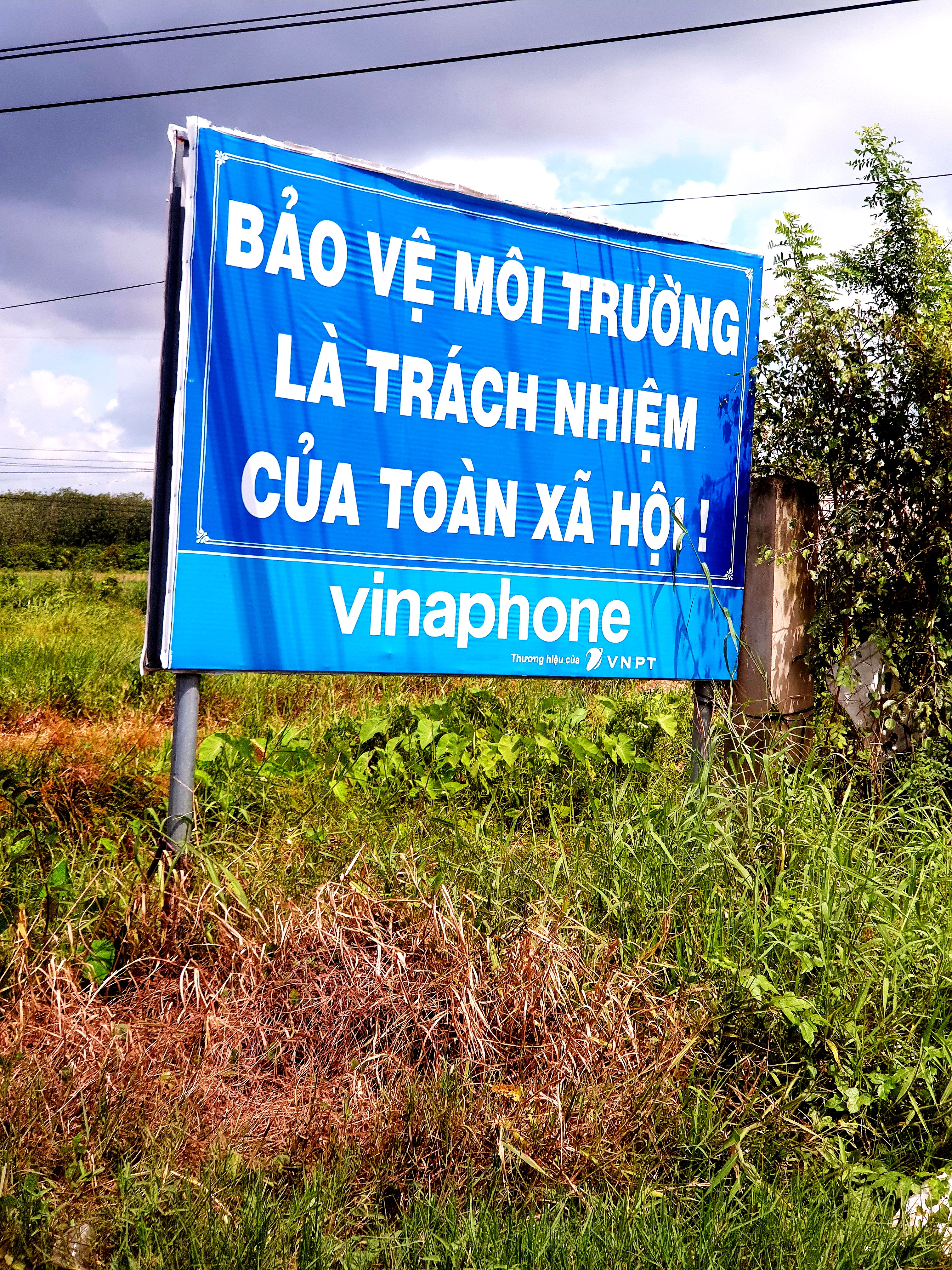
Khẩu hiệu tuyên truyền bảo vệ môi trường ở Tây Ninh

Bảo vệ môi trường là việc bảo vệ môi trường tự nhiên của các cá nhân, tổ chức và chính phủ. Mục tiêu của nó là bảo tồn tài nguyên thiên nhiên và môi trường tự nhiên hiện có và nếu có thể, để sửa chữa thiệt hại và tạo ra xu hướng ngược lại. Do áp lực của việc tiêu thụ quá mức, tăng trưởng dân số và công nghệ, môi trường sinh lý đang bị suy thoái, và sự suy thoái này là vĩnh viễn. Điều này đã được công nhận và các chính phủ đã bắt đầu hạn chế các hoạt động gây suy thoái môi trường. Kể từ những năm 1960, các phong trào môi trường đã tạo ra nhận thức nhiều hơn về các vấn đề môi trường. Nhưng có sự bất đồng về mức độ ảnh hưởng môi trường do hoạt động của con người, vì vậy các biện pháp bảo vệ đôi khi còn trong vòng tranh luận.

## Phương pháp bảo vệ môi trường
Thỏa thuận môi trường tự nguyện: Ở các nước công nghiệp, các thỏa thuận môi trường tự nguyện thường tạo nền tảng cho các công ty được công nhận vượt ra khỏi các tiêu chuẩn quy định tối thiểu và do đó hỗ trợ phát triển thực hành môi trường tốt nhất. Ví dụ, ở Ấn Độ, Ủy ban cải thiện môi trường (EIT) đã làm việc để bảo vệ môi trường và rừng từ năm 1998. Một nhóm Tình nguyện viên Xanh đạt được mục tiêu về khái niệm Ấn Độ sạch Ấn Độ Xanh. CA Gajendra Kumar Jain là Kế toán viên được thành lập, là người sáng lập Ủy ban Cải thiện Môi trường tại thành phố Sojat, một ngôi làng nhỏ của bang Rajasthan ở Ấn Độ  Ở các nước đang phát triển, như Mỹ Latinh, các thỏa thuận này thường được sử dụng để khắc phục mức độ đáng kể không tuân thủ quy định bắt buộc

### Phương pháp tiếp cận hệ sinh thái
Một cách tiếp cận hệ sinh thái để quản lý tài nguyên và bảo vệ môi trường nhằm xem xét mối quan hệ tương tác phức tạp của toàn bộ hệ sinh thái trong việc ra quyết định thay vì chỉ đáp ứng các vấn đề và thách thức cụ thể. Lý tưởng nhất là các quy trình ra quyết định theo cách tiếp cận như vậy sẽ là cách tiếp cận hợp tác để lập kế hoạch và ra quyết định liên quan đến một loạt các bên liên quan trên tất cả các cơ quan chính phủ có liên quan, cũng như các đại diện của ngành, các nhóm môi trường và cộng đồng. Cách tiếp cận này lý tưởng hỗ trợ trao đổi thông tin tốt hơn, phát triển các chiến lược giải quyết xung đột và bảo tồn khu vực được cải thiện. Các tôn giáo cũng đóng một vai trò quan trọng trong việc bảo tồn môi trường.

### Hiệp định môi trường quốc tế

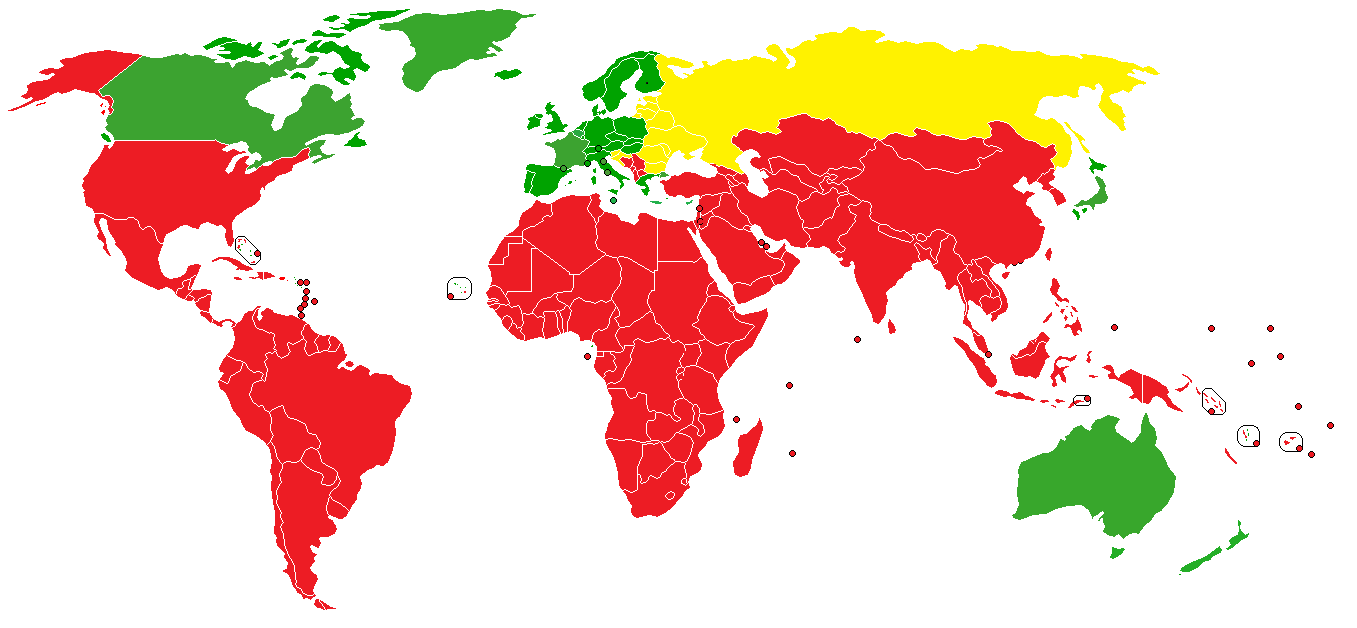
Bản đồ Cam kết Nghị định thư Kyoto 2010

Nhiều tài nguyên của Trái Đất đặc biệt dễ bị tổn thương bởi vì chúng bị ảnh hưởng bởi các tác động của con người trên các quốc gia khác nhau. Do đó, nhiều quốc gia đã nỗ lực xây dựng các thỏa thuận được ký kết bởi nhiều chính phủ để ngăn chặn thiệt hại hoặc quản lý các tác động của hoạt động của con người đối với tài nguyên thiên nhiên. Điều này có thể bao gồm các thỏa thuận tác động đến các yếu tố như khí hậu, đại dương, sông và ô nhiễm không khí. Các thỏa thuận môi trường quốc tế này đôi khi là các tài liệu ràng buộc về mặt pháp lý. Chúng có ý nghĩa pháp lý khi chúng không được tuân theo vào thời điểm khác, là các thỏa thuận về nguyên tắc hơn, hoặc được sử dụng làm quy tắc ứng xử. Các thỏa thuận này có một lịch sử lâu dài với một số thỏa thuận đa quốc gia được thực hiện từ đầu năm 1910 ở Châu Âu, Châu Mỹ và Châu Phi. Một số thỏa thuận quốc tế nổi tiếng nhất bao gồm Nghị định thư Kyoto và Thỏa thuận Paris.

## Chính phủ
Thảo luận về bảo vệ môi trường thường tập trung vào vai trò của chính phủ, luật pháp và thực thi pháp luật. Tuy nhiên, theo nghĩa rộng nhất của nó, bảo vệ môi trường có thể được coi là trách nhiệm của tất cả mọi người và không chỉ đơn giản là của chính phủ. Các quyết định tác động đến môi trường sẽ lý tưởng liên quan đến một loạt các bên liên quan bao gồm ngành công nghiệp, các nhóm bản địa, nhóm môi trường và đại diện cộng đồng. Dần dần, các quá trình ra quyết định về môi trường đang phát triển để phản ánh cơ sở rộng lớn này của các bên liên quan và đang trở nên hợp tác hơn ở nhiều quốc gia.
Nhiều hiến pháp thừa nhận Tanzania được công nhận là có một số đa dạng sinh học lớn nhất so với bất kì quốc gia Châu Phi naò. Gần 40% điện tích đất đã được thiết lập thành mạng lưới các khu bảo tồn, bao gồm thiệt hại đối với hệ sinh thái và mất đi môi trường sống do gia tăng dân số, mở rộng nông nghiệp tự cung tự cấp, ô nhiễm, khai thác gỗ và sử dụng đáng kể gỗ làm nhiên liệu.

### Lịch sử bảo vệ môi trường
Bảo vệ môi trường ở Tanzania bắt đầu từ thời Đức chiếm đống Đông Phi (1884-1919) - luật bảo tồn thuộc địa để bảo vệ rừng và rừng được ban hành, theo đó các hạn chế được đặt ra đối với các hoạt động bản địa truyền thống như săn bắn, lấy củi và chăn thả gia súc. Vào năm 1948, Serengeti đã chính thức thành lập quốc gia đầu tiên dành cho mèo hoang dã ở Đông Phi. Kể từ năm 1983, đã có một nỗ lực rộng rãi hơn để quản lý các vấn đề môi trường ở cấp Quốc gia, thông qua việc thành lập Hội đồng Quản lý Môi trường Quốc gia (NEMC) và xây dựng một đạo luật môi trường. Năm 1998, Ủy ban Cải thiện môi trường và bảo vệ rừng ở Ấn Độ từ một thành phố nhỏ Sojat. Người sáng lập quỹ cải thiện môi trường là CA Gạendra Kumar Jain làm việc với các TNV.

### Chính phủ bảo vệ
Bộ phận sinh quyển là cơ quan chính phủ giám sát việc bảo vệ. Nó thực hiện điều này thông qua việc hoạch định chính sách, điều phối và giám sát các vấn đề môi trường, lập kế hoạch môi trường và nghiên cứu môi trường theo định hướng chính sách. Hội đồng Quản lý Môi trường Quốc gia (NEMC) là một tổ chức được thành lập khi Đạo luật Quản lý Môi trường Quốc gia lần đầu tiên được ban hành vào năm 1983. Hội đồng này có vai trò tư vấn cho các chính phủ và cộng đồng quốc tế về một loạt các vấn đề môi trường. NEMC với các mục đích sau: cung cấp tư vấn kỹ thuật; điều phối các hoạt động kỹ thuật; xây dựng các hướng dẫn và thủ tục thực thi; đánh giá, giám sát và đánh giá các hoạt động tác động đến môi trường; thúc đẩy và hỗ trợ thông tin và truyền thông về môi trường; và tìm kiếm sự tiến bộ của kiến thức khoa học.
Chính sách Môi trường Quốc gia năm 1997 đóng vai trò như một khuôn khổ cho việc ra quyết định về môi trường ở Tanzania. Các mục tiêu chính sách nhằm đạt được những điều sau:
- Đảm bảo sử dụng bền vững và công bằng các nguồn tài nguyên mà không làm suy thoái môi trường hoặc gây rủi ro cho sức khỏe hoặc an toàn.
- Ngăn ngừa và kiểm soát suy thoái đất, nước, thảm thực vật và không khí
- Bảo tồn và nâng cao di sản tự nhiên và nhân tạo, bao gồm sự đa dạng sinh học của các hệ sinh thái độc đáo
- Cải thiện tình trạng và năng suất của các khu vực bị suy thoái.
- Nâng cao nhận thức và hiểu biết về mối liên hệ giữa môi trường và phát triển
- Thúc đẩy sự tham gia của cá nhân và cộng đồng Đẩy mạnh hợp tác quốc tế
- Sử dụng tài nguyên thân thiện với môi trường.

Tanzania đã ký kết một số công ước quốc tế đáng kể bao gồm Tuyên bố Rio về Phát triển và Môi trường 1992 và Công ước Đa dạng Sinh học 1996. Đạo luật Quản lý Môi trường năm 2004, là khuôn khổ pháp lý và thể chế toàn diện đầu tiên để hướng dẫn các quyết định quản lý môi trường. Các công cụ chính sách là một phần của đạo luật bao gồm việc sử dụng các đánh giá tác động môi trường, đánh giá môi trường chiến lược và đánh thuế ô nhiễm đối với các ngành và sản phẩm cụ thể. Hiệu quả của việc chuyển đổi đạo luật này sẽ chỉ trở nên rõ ràng theo thời gian khi những lo ngại liên quan đến việc thực hiện đạo luật này trở nên rõ ràng dựa trên thực tế là, trong lịch sử, người ta thiếu năng lực thực thi luật môi trường và thiếu các công cụ làm việc để bảo vệ môi trường mục tiêu vào thực tế.